# Yıldız İbrahimova
Yıldız İbrahimova (Bulgaars: Йълдъз Ибрахимова) (Silistra, 8 april 1952) is een Bulgaarse volkszangeres van Turkse afkomst. Sinds 1993 woont Ibrahimova in Turkije.
Yildiz İbrahimova heeft deelgenomen aan verschillende tours in meer dan veertig landen in Europa, Noord-Amerika, Azië, Australië en Afrika.

## Discografie
1. Bir Ateş Ver - Anonim - Turkish - Folk
2. Menuet Badinerie - Bach - German - Baroque
3. The Man I Love - Gershwin - English - Jazz Standart
4. Habanera Carmen - Bizet - French - Opera Aria
5. One Note Samba (Samba de Uma Nota Só) - Jobim - Portugese - Jazz Samba
6. Dilmano Dilbero - Anonim - Bulgarian - Folk
7. Bida - Anonim - Russian Gipsy Romance - Russian Gipsy Romance
8. Summer Time - Gershwin - English - Jazz Standart
9. Senede Kalmaz - Kuliev - Azerbaijan - Folk
10. Malaguena - Anonim - Spanish - Folk
11. Non Su Piu - Mozart - Italian - Opera Aria
12. Killing Me Softly - Charles Fox - English - Evergreen
13. Uzun İnce Bir Yoldayım - Aşık Veysel - Turkish - Folk

1. Bida (Sing A Song)
2. Dorogoy Dlinnoyu (Long Road)
3. Celem, Celem (I Walked)
4. Tsiganski Tabor (A Gypsies Treep, This Free Life)
5. Dve Gitari (Two Guitars)
6. Ne Probujday - Vospominaniy (Don’t Wake Up The Memories)
7. Karavano (Caravan)
8. Malyarka (Sorcerer)
9. Marcaja
10. Ochi Chornie (Black Eyes)
11. Pust Gitara (Paly Guitar)
12. Gori, Gori Moya Zvezda (Shine My Star)
13. Tsigani (Gypsies)
14. Khelel I Tcay ( Dance, My Beautiful)

Marcanja e Romeskere Gilya (2000) (Universal Müzik)
1. Sing a Song
2. Long Road
3. I Walked
4. This Free Life
5. Two Guitars
6. Don't Wake Up The Memories
7. Caravan
8. Sorcerer
9. Marcanja
10. Black Eyes
11. Play Guitar
12. Sine My Star
13. Sine My Star
14. Dance My Beautiful

1. Kotka i mishka
2. Hayde na igra
3. Patentsa
4. Tragnal kos
5. Kopnej po proletta
6. Slanchevo utro
7. Lyato
8. Pilentsa
9. Ptichi glasove
10. Peperuda
11. Jatva
12. Sezoni
13. Topka
14. Uchilishte

- Bibliothèque nationale de France: cb14015940v (data)
- International Standard Name Identifier: 0000 0000 4102 486X
- Library of Congress Control Number: n2004080727
- MusicBrainz: 79f99a1d-4c1d-4d93-b659-13d026be5bff
- Virtual International Authority File: 41234999
- WorldCat: E39PBJbWvmG6Rv4hdpwTGpfwmd